# Burg Vikingaberget

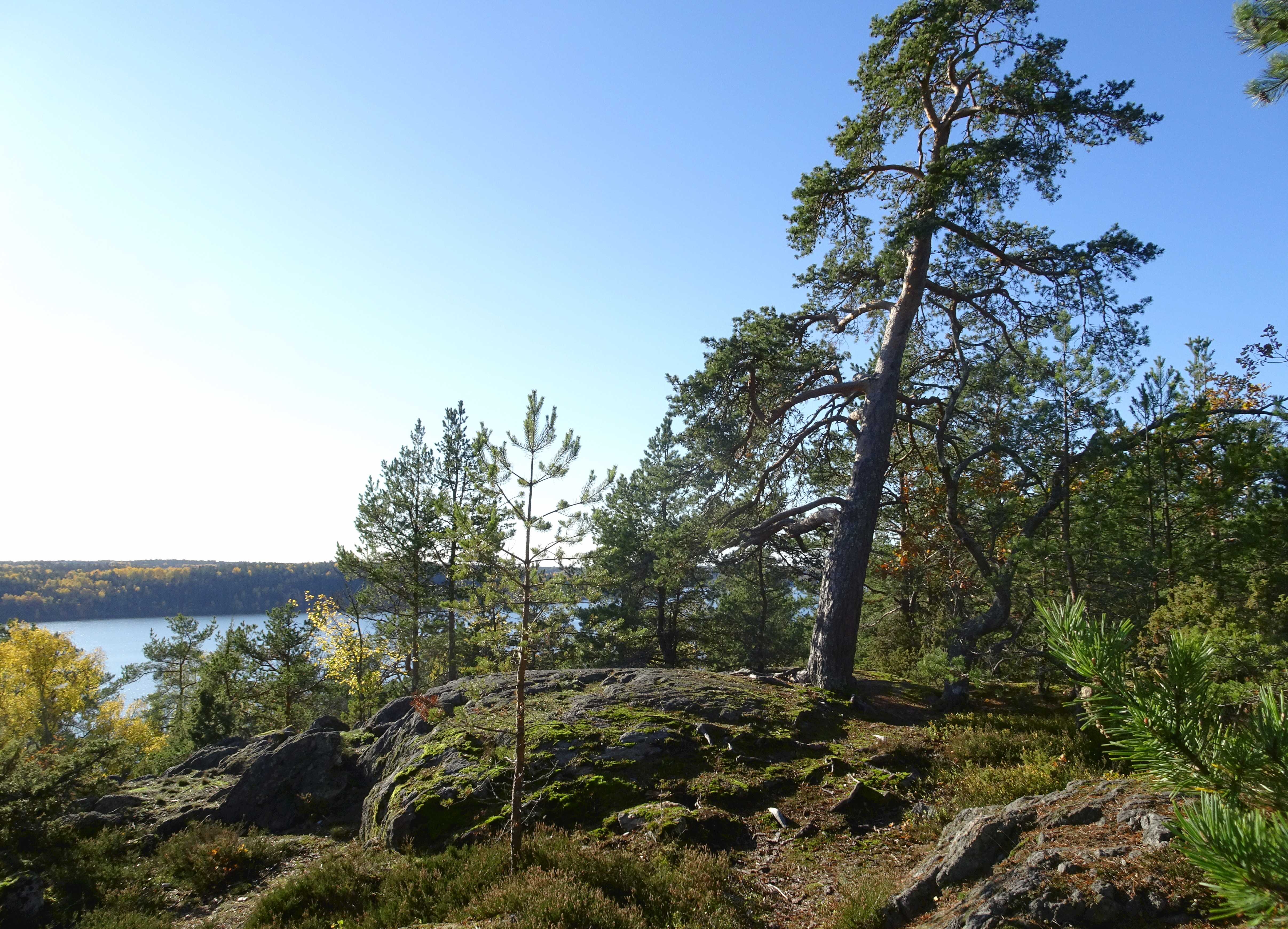
Burg Vikingaberget

Die Burg Vikingaberget liegt auf einem mehr als 70 Meter hohen Hügel auf der Insel Ekerö in der gleichnamigen Gemeinde, westlich von Stockholm in Uppland in Schweden. Vikingaberget ist einer von etwa zehn vorzeitlichen Überresten im Wald- und Erholungsgebiet Jungfrusundsåsen, die hauptsächlich aus Gräbern und Gräberfeldern der Bronzezeit bestehen. 
An den unteren Hängen des Berges im Westen, Norden und Osten gibt es Mauern, die etwa 100 m lang waren, 1,5 bis 4 Meter breit und fast 0,6 Meter hoch sind. Im Süden sind sie zusammengebrochen. Die westliche Mauer ist eine Doppelmauer mit zwei 22 Meter und 17 Meter langen Abschnitten, im Abstand von etwa 10,0 Metern. Die östliche Mauer hat auch zwei Abschnitte. Sie sind 10 bzw. 50 Meter lang und haben den einzigen etwa 15,0 Meter breiten Zugang. Im Hang gibt es eine untere Außenwand, die etwa 10 Meter lang ist und aus einer Reihe von abgewinkelten Steinen und Blöcken besteht. 

Vikingaberget
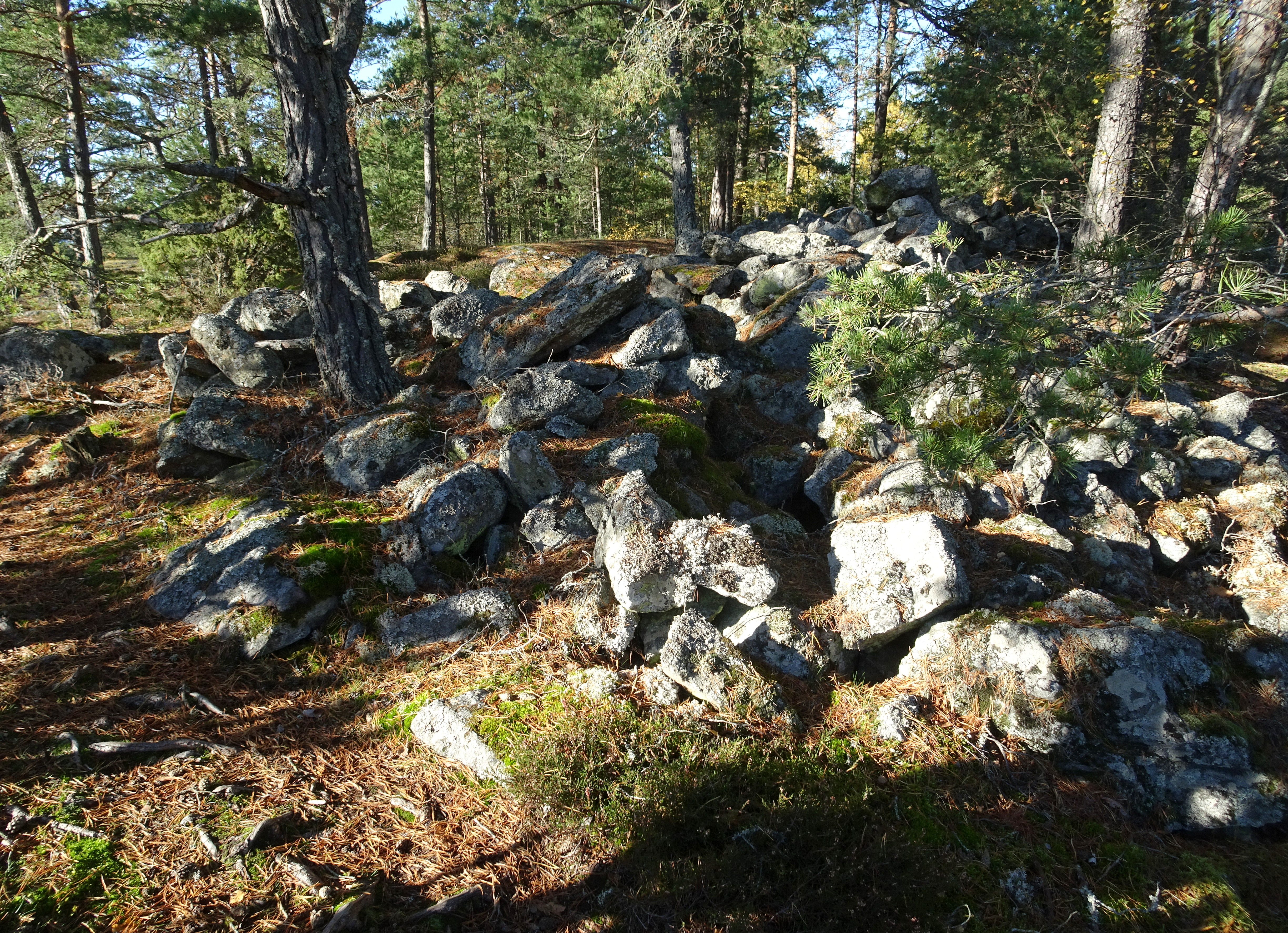
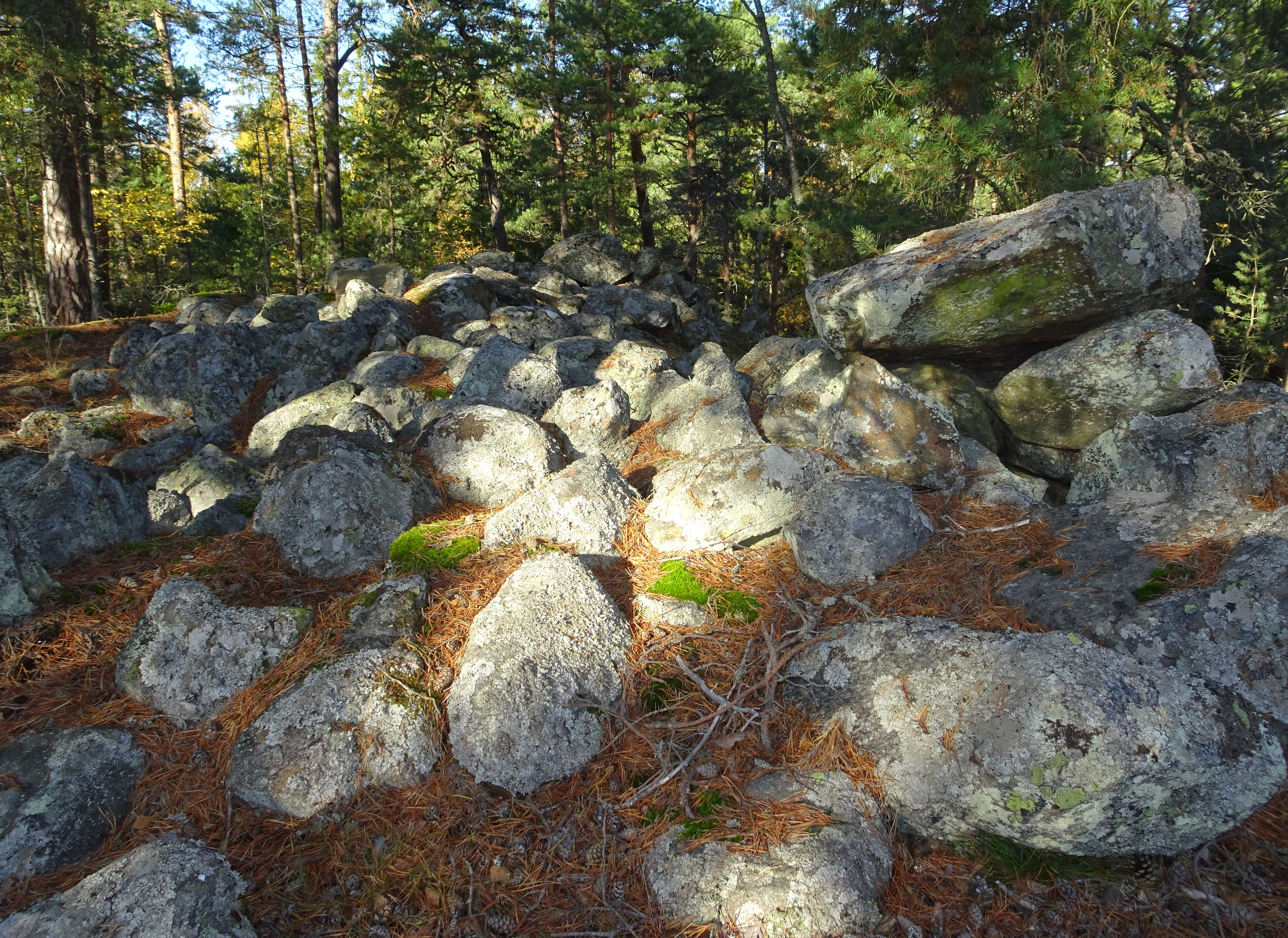
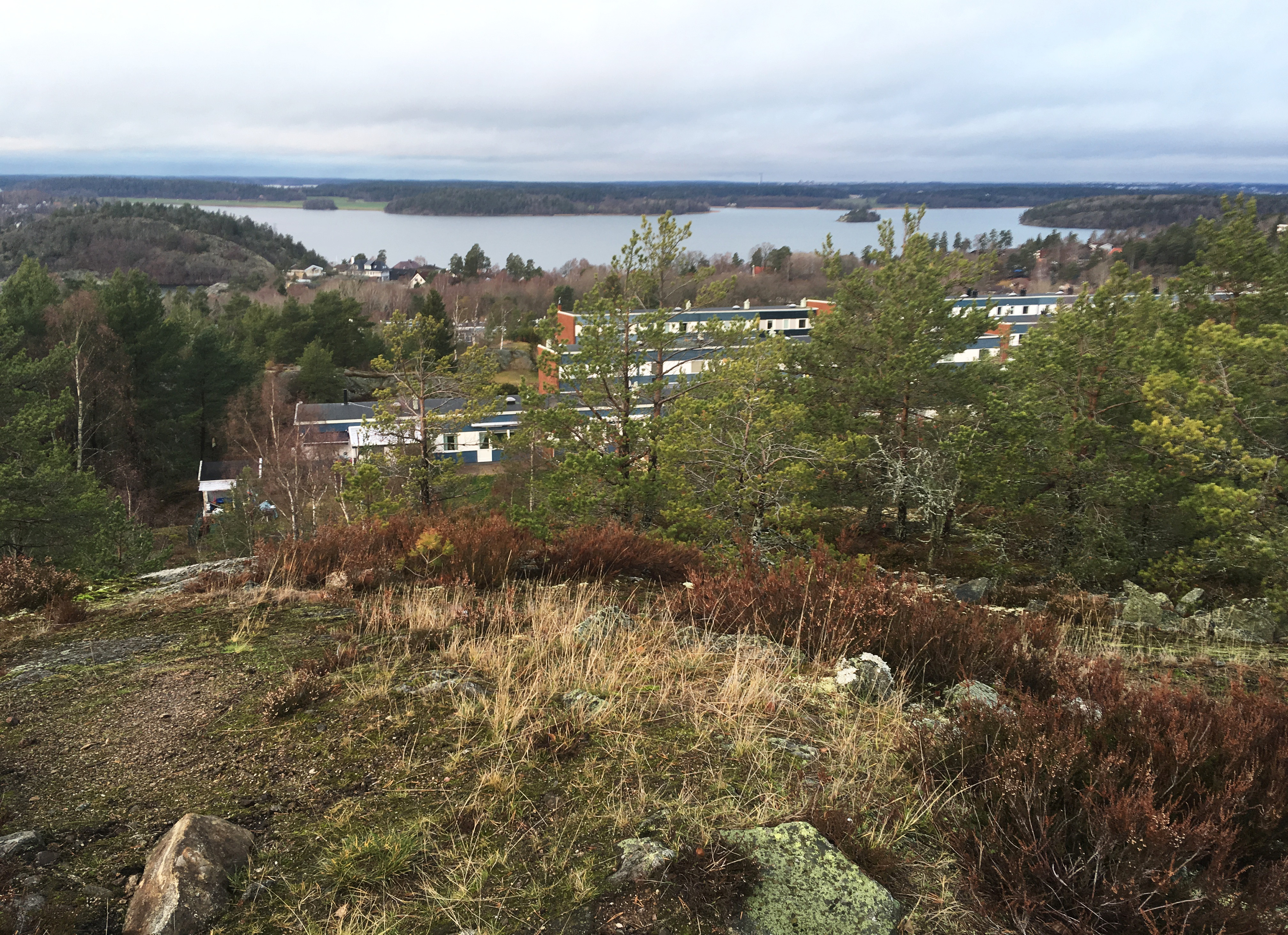